# من، خودم و مامان
من، خودم و مامان (فرانسوی: Les Garçons et Guillaume, à table !‎) فیلمی در ژانر کمدی به کارگردانی گیوم گالین است که در سال ۲۰۱۳ منتشر شد.

## بازیگران
- آندره مارکن
- دیانه کروگر
- فرانسواز فابیان
- فرانسواز لپین
- گیوم گالین
- گوتز اوتو
- رضا کاتب
- ایو ژاک